# Метсакюла (Ляене-Сааре)
Ме́тсакюла (ест. Metsaküla) — село в Естонії, у волості Ляене-Сааре повіту Сааремаа.

## Населення
Чисельність населення на 31 грудня 2011 року становила 3 особи.

## Географія
Через село проходить автошлях 86 (Курессааре — Вигма — Панґа).

## Історія
Історично Метсакюла належала до приходу Мустьяла (Mustjala kihelkond).
До 12 грудня 2014 року село входило до складу волості Каарма.

## Пам'ятки природи
На північ від села починається територія заказника Ярізе (Järise hoiuala), площа — 1058,6 га (58°28′36″ пн. ш. 22°24′6″ сх. д. / 58.47667° пн. ш. 22.40167° сх. д.).